# Ближнее зарубежье
Бли́жнее зарубе́жье — возникшее в России в 1992 году после распада СССР собирательное название бывших республик СССР — ныне стран СНГ, а также Прибалтийских республик (Балтийских стран), Украины и Грузии.
В ночь на 8 декабря 1991 года в резиденции Вискули (Белоруссия) президент РСФСР Б. Н. Ельцин, президент Украины Л. М. Кравчук и председатель Верховного совета Белоруссии С. С. Шушкевич подписали Декларацию глав государств об образовании блока СНГ — 11 стран бывшего СССР, без стран Балтии и Грузии. После Референдума о сохранении СССР, за который 17 марта за сохранение державы проголосовало 70% населения, уже летом, 12 июня ввели пост Президента РСФСР. Им был избран Б. Н. Ельцин, за него было отдано 57-59% голосов.  
Среди относимых к «ближнему зарубежью» стран есть и такие, которые не имеют общей границы с Российской Федерацией (Армения, Молдавия, Туркменистан, Таджикистан, Узбекистан, Киргизия), в то время как некоторые государства, напрямую граничащие с ней, к ближнему зарубежью не относятся (Финляндия, Норвегия, Польша, Монголия, Китай, КНДР). Росстат относит к ближнему зарубежью страны СНГ за исключением России, относя к дальнему зарубежью Грузию, Абхазию, Южную Осетию, Приднестровье, и страны Прибалтики, но данный подход не является общепризнанным.
Термин носит скорее историко-культурный и политический, нежели географический, характер, и достаточно политизирован (поскольку он напоминает о прошедшем вхождении в империю и подразумевает некую остаточную цельность связей с метрополией). Несмотря на распространённость термина в России на бытовом уровне, в зарубежной прессе он часто интерпретируется как проявление имперских амбиций России и употребляется в кавычках.

## История
Впервые словосочетание «ближнее зарубежье» стало применяться диссидентами в СССР в отношении стран социалистического лагеря. Затем его употребил министр иностранных дел России А. Козырев в отношении бывших республик СССР, а также член президентского совета А. Мигранян, заместитель министра обороны А. Кокошин и другие. В XXI веке это словосочетание употребляется как устойчивое определение.

## Современность
В своём пространном эссе The End of the Near Abroad (с англ. — «Конец ближнего зарубежья»), Томас де Ваал, среди прочего, высказал мнение, что вторжение России на Украину положило конец концепции ближнего зарубежья как сферы влияния России. В частности, Армения и Молдавия, по всей видимости, пытаются воспользоваться политической ситуацией, чтобы вырваться из-под контроля России, другие пытаются извлечь экономическую выгоду из увеличения объёмов торговли с Россией из-за экономических санкций Запада. Одним из показателей снижения влияния России в ближнем зарубежье является ухудшение положения русского языка: во многих странах наблюдается резкое снижение уровня владения русским языком, особенно среди молодого поколения. В то же время Томас де Ваал предполагает, что отход стран ближнего зарубежья от России не обязательно означает поворот к Западу: для государств Центральной Азии возможными альтернативами являются сближение с Китаем и Турцией.